# Otis Skinner
Otis Skinner (28 de junio de 1858 – 4 de enero de 1942) fue un popular actor teatral de nacionalidad estadounidense, activo a finales del siglo XIX e inicios del XX.

## Primeros años
Su nombre completo era Otis A. Skinner, y nació en Cambridge, Massachusetts siendo el hijo intermedio de los tres muchachos de Charles y Cornelia Skinner. Skinner se crio en Hartford, Connecticut, donde su padre era pastor Universalista. Su hermano mayor, Charles Montgomery Skinner, fue un destacado periodista y crítico neoyorquino, y su hermano menor, William, artista. Skinner fue educado pensando en dedicarse al comercio, pero una visita al teatro fue el inicio de su vocación teatral. Consiguió la aprobación de su padre, que además obtuvo que P. T. Barnum le presentara a William Pleater Davidge. Davidge empleó a Skinner por ocho dólares semanales, iniciándose así su carrera artística. En la segunda mitad de la década de 1870 hacía varios pequeños papeles en compañías de repertorio, trabajando junto a estrellas como John Edward McCullough. Skinner fue formando su repertorio tras varios años de actuaciones en Nueva York y Boston, tres de ellos trabajando con Lawrence Barrett. 

## Carrera
Mediada la década de 1880 actuaba en gira con Augustin Daly, y después, en 1889, con la compañía de Edwin Booth y Helena Modjeska. Tras esa temporada fue Romeo en Londres, actuando con Margaret Mather, actriz con la que trabajó dos años. Después, y fallecido Booth, volvió a actuar con Modjeska, acompañando a los más importantes papeles de la actriz. Él también hizo el papel de Schwartz en la obra de Hermann Sudermann Magda, y fue Armand en la pieza de Alexandre Dumas (hijo) La dama de las camelias.

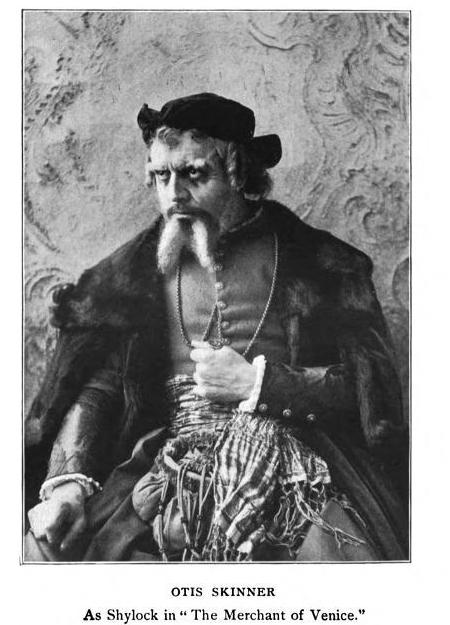
Skinner como Shylock

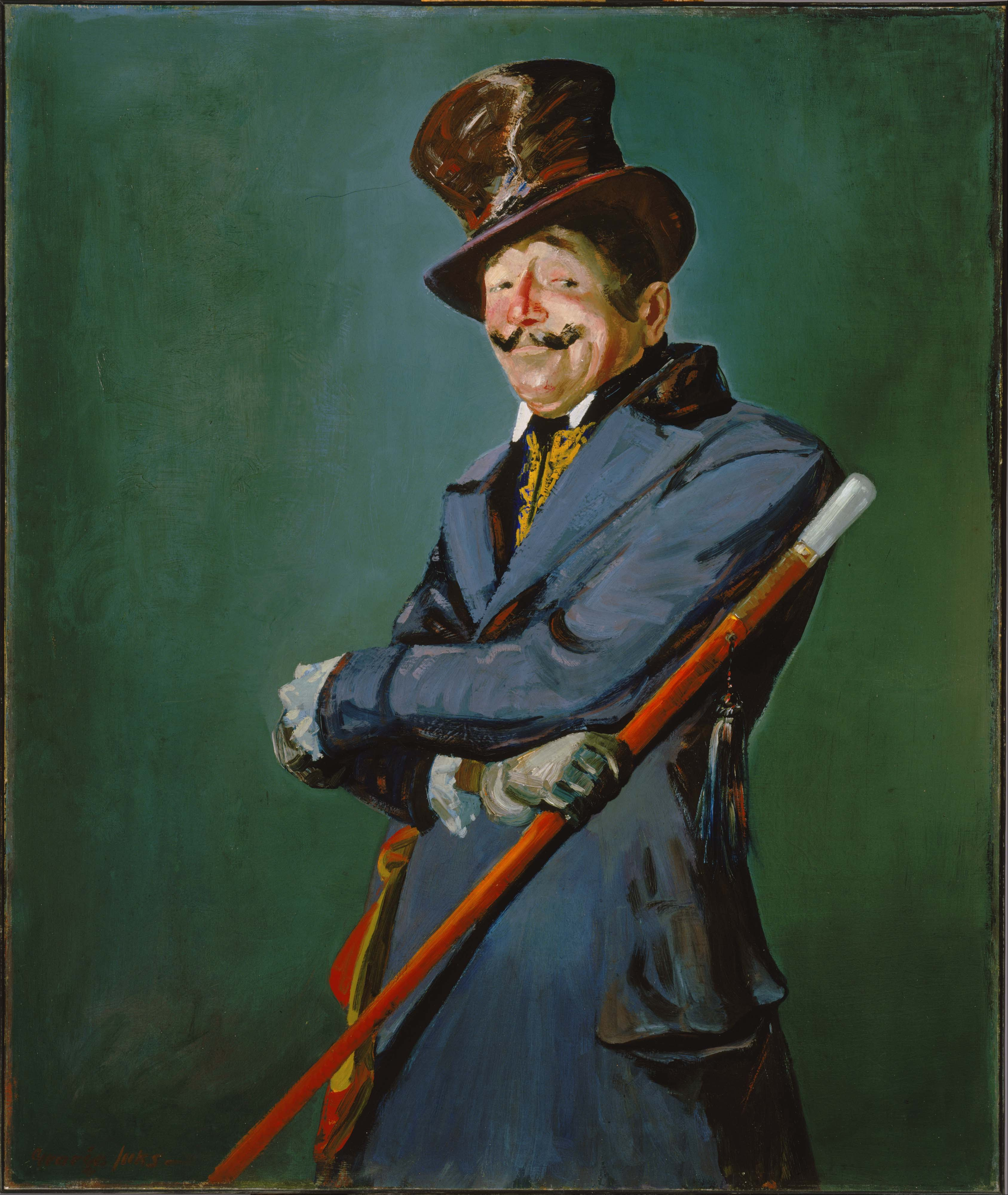
Otis Skinner como el Col. Philippe Bridau

A mediados de los años 1890 ya era una estrella por derecho propio. En 1894 fue productor y protagonista de la pieza de Clyde Fitch His Grace de Grammont, y el mismo año trabajó en una traducción llevada a cabo por su hermano de la obra de Victor Hugo Le roi s'amuse. En 1895, en Chicago, tuvo éxito como Hamlet y, a partir de ese año, trabajó asociado a la compañía de Joseph Jefferson.
Skinner sobresalió en papeles de Shakespeare como Shylock, Hamlet, Ricardo III y Romeo. Destacó también su Coronel Phillipe Brideau de The Honor of the Family, siendo considerada su actuación entre las más importantes del primer cuarto del siglo XX. Sin embargo, su papel más conocido fue el del mendigo Hajj en Kismet (1911), obra representada en el circuito de Broadway. Continuó encarnando al personaje a lo largo de veinte años, recreándolo también en adaptaciones cinematográficas estrenadas en 1920 y 1930.
Entre sus papeles posteriores se incluyen el de Albert Mott en Humpty Dumpty (1918), el papel titular en Sancho Panza (adaptación de Don Quijote llevada a cabo por Melchior Lengyel y en la que actuaba Lucille Kahn, Falstaff en Enrique IV, parte 1 (1926) y Las alegres comadres de Windsor (1928), y Shylock en El mercader de Venecia (frente a Maude Adams como Porcia, 1931–32).
Skinner fue también escritor, publicando libros como Footlights and Spotlights y Mad Folk of the Theatre. Su hija, Cornelia Otis Skinner, actriz y escritora, nació en 1899. Otis Skinner fue interpretado en la pantalla por Charlie Ruggles en la adaptación al cine de la autobiografía de su hija, Our Hearts Were Young and Gay. 

## Muerte
Otis Skinner falleció en su casa de Nueva York el 4 de enero de 1942, casi un mes después de enfermar mientras acudía a una representación benéfica de “The Wookey” llevada a cabo en el Plymouth Theatre (actual Gerald Schoenfeld Theatre). Su última actuación teatral tuvo lugar en 1935 en una reposición de la pieza de George M. Cohan Seven Keys to Baldpate. Fue enterrado en el cementerio River Street, en Woodstock (Vermont). Su mujer a lo largo de más de cuarenta años, la actriz Maud Durbin, había fallecido el día de Navidad de 1936.

## Teatro
- Prince Otto
- The Land of Heart's Desire / In a Balcony
- The Land of Heart's Desire / In a Balcony
- Francesca da Rimini
- La fierecilla domada
- The Harvester
- The Duel
- The Honor of the Family
- Your Humble Servant
- Sire
- Kismet (Broadway, 25 de diciembre de 1911)
- The Silent Voice
- Cock o' the Walk
- Mister Antonio
- Humpty Dumpty
- The Honor of the Family
- Pietro
- Blood and Sand
- Sancho Panza
- Enrique IV, parte 1
- The Honor of the Family
- Las alegres comadres de Windsor
- A Hundred Years Old
- Troilo y Crésida
- Uncle Tom's Cabin

## Filmografía completa
- Tom's Little Star, de George Terwilliger (1919)
- Kismet, de Louis J. Gasnier (1920)
- An Intimate Dinner in Celebration of Warner Bros. Silver Jubilee, de John G. Adolfi (1930)
- Kismet, de John Francis Dillon (1930)